# Glory (мини-альбом)
Glory (с англ. — «Слава») — дебютный мини-альбом австралийской хип-хоп исполнительницы Игги Азалии, выпущенный 30 июля 2012 года для бесплатной цифровой загрузки на лейбле Grand Hustle Records. Приглашёнными артистами стали T.I., B.o.B, Pusha T и Майк Познер.
Премьера Glory состоялась исключительно на онлайн-платформе распространения микстейпов DatPiff, и с тех пор его скачали там более 100 000 раз. Альбом также был включен в их ежегодный список лучших релизов 2012 года.

## Предыстория и концепция
После того как Азалия выпустила свой первый микстейп «Ignorant Art» и сняла видео на песни «My World» и «Pu$$y». Первоначально Игги рассчитывала подписать контракт с лейблом Interscope, но вместо подписалась на лейбл рэпера T.I. Grand Hustle Records. 22 апреля 2012 года Азалия анонсирует новый мини-альбом «Glory» который должен был выйти в мае, но дата выпуска была перенесена на 30 июля. 27 июня Азалия выложила обложку своего готовящегося мини-альбома.

## Синглы
Первым синглом из альбома стала песня «Murda Bizness» записанная при участии T.I.. Сингл был выпущен 26 марта 2012 года.
Вторым синглом стала песня «Flash» записанная при участии Майка Познера. Релиз сингла состоялся 23 июля 2012 года.

## Список композиций
| №                   | Название                                         | Автор(ы)                                                | Продюсер(ы)                         | Длительность |
| ------------------- | ------------------------------------------------ | ------------------------------------------------------- | ----------------------------------- | ------------ |
| 1.                  | «Millionaire Misfits» (при участии B.o.B & T.I.) | Amethyst Kelly B.o.B T.I. Bei Maejor                    | Bei Maejor                          | 3:41         |
| 2.                  | «Murda Bizness» (при участии T.I.)               | Kelly Glenda "Gizzle" Proby Harris, Jr. Green Planet VI | Bei Maejor                          | 3:31         |
| 3.                  | «Runway» (при участии Pusha T и Naz Tokio)       | Kelly Pusha T Simmons, Jr.                              | B.o.B                               | 3:40         |
| 4.                  | «Me, Myself, My Money»                           | Kelly Proby Lil' C                                      | Lil' C                              | 3:51         |
| 5.                  | «Flash» (при участии Майка Познера)              | Kelly Proby Michael Posner                              | Michael "Omega" Fonseca Майк Познер | 4:17         |
| 6.                  | «Glory»                                          | Kelly Proby                                             |                                     | 4:05         |
| Общая длительность: | Общая длительность:                              | Общая длительность:                                     | Общая длительность:                 | 23:05        |